# アウトバーン 44
アウトバーン 44（ドイツ語: Bundesautobahn 44, BAB 44 または A 44）はドイツの高速道路、アウトバーンの一路線である。
西のオランダ国境、アーヘン付近から東のヘッセン州ヴァルトカペルまで270 kmの路線を持つ主要道路である。2018年現在、複数の区間に分断されている。残る区間は一部が建設中で、一部が計画調整中である。最終的な長さは327 kmと計画されている。